# Jacobaea abrotanifolia
Il  senecione abrotanino  (nome scientifico   Jacobaea abrotanifolia  (L.) Moench, 1794 è una specie di pianta angiosperma dicotiledone della famiglia delle Asteraceae (sottofamiglia Asteroideae).

## Etimologia
Il nome del genere (Jacobaea) potrebbe derivare da due fonti possibili: (1) da San Giacomo (o Jacobus); oppure (2) in riferimento all'isola di Santiago (Capo Verde). L'epiteto specifico (abrotanifolia) fa invece riferimento alle foglie simili a quelle della pianta Artemisia abrotanum.
Il binomio scientifico attualmente accettato (Jacobaea abrotanifolia) è stato inizialmente proposto da Carl von Linné e poi perfezionato dal botanico tedesco Konrad Moench (1744-1805) nella pubblicazione ”Methodus Plantas Horti Botanici et Agri Marburgensis” (Methodus (Moench) 587) del 1794.

## Descrizione

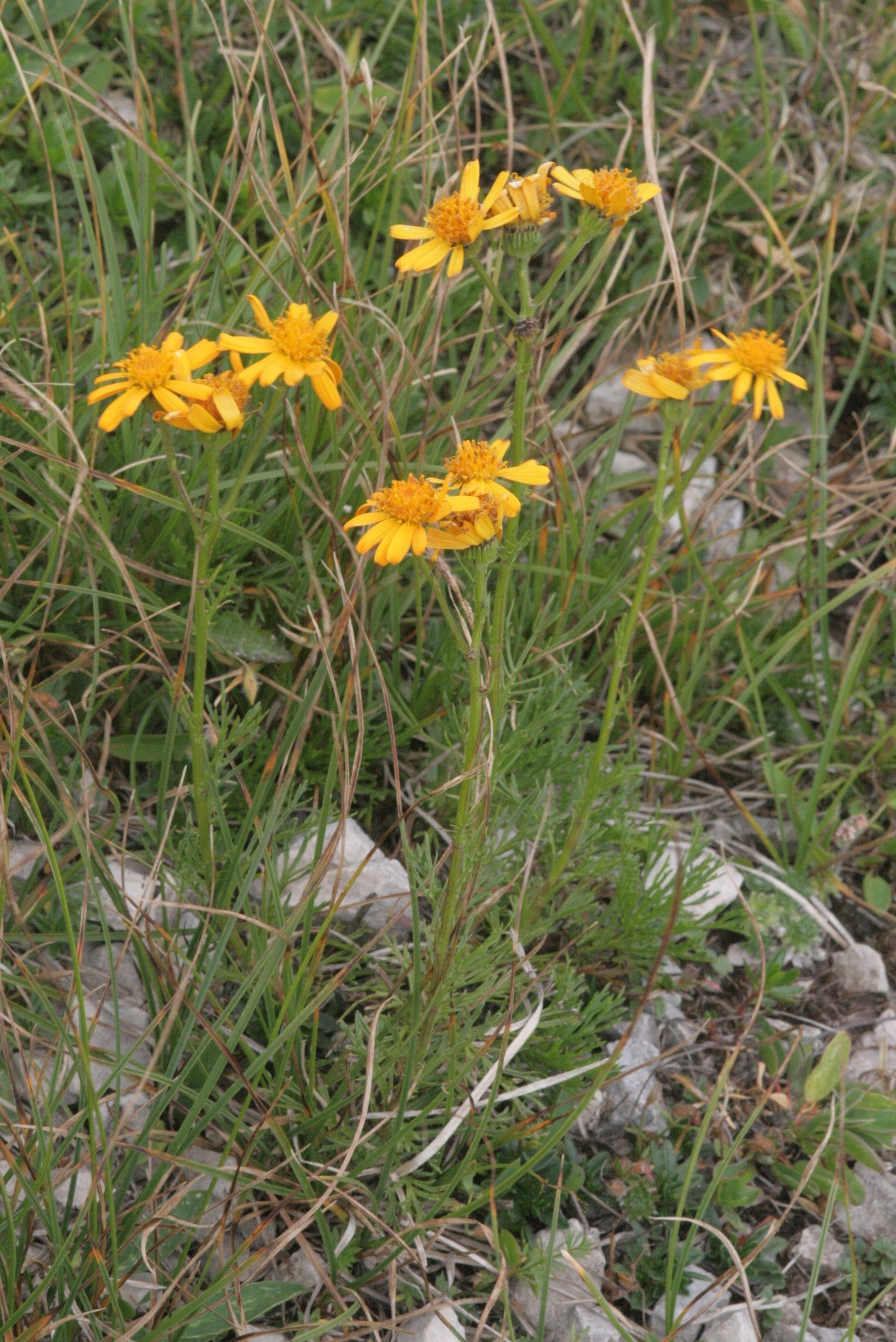
Il portamento

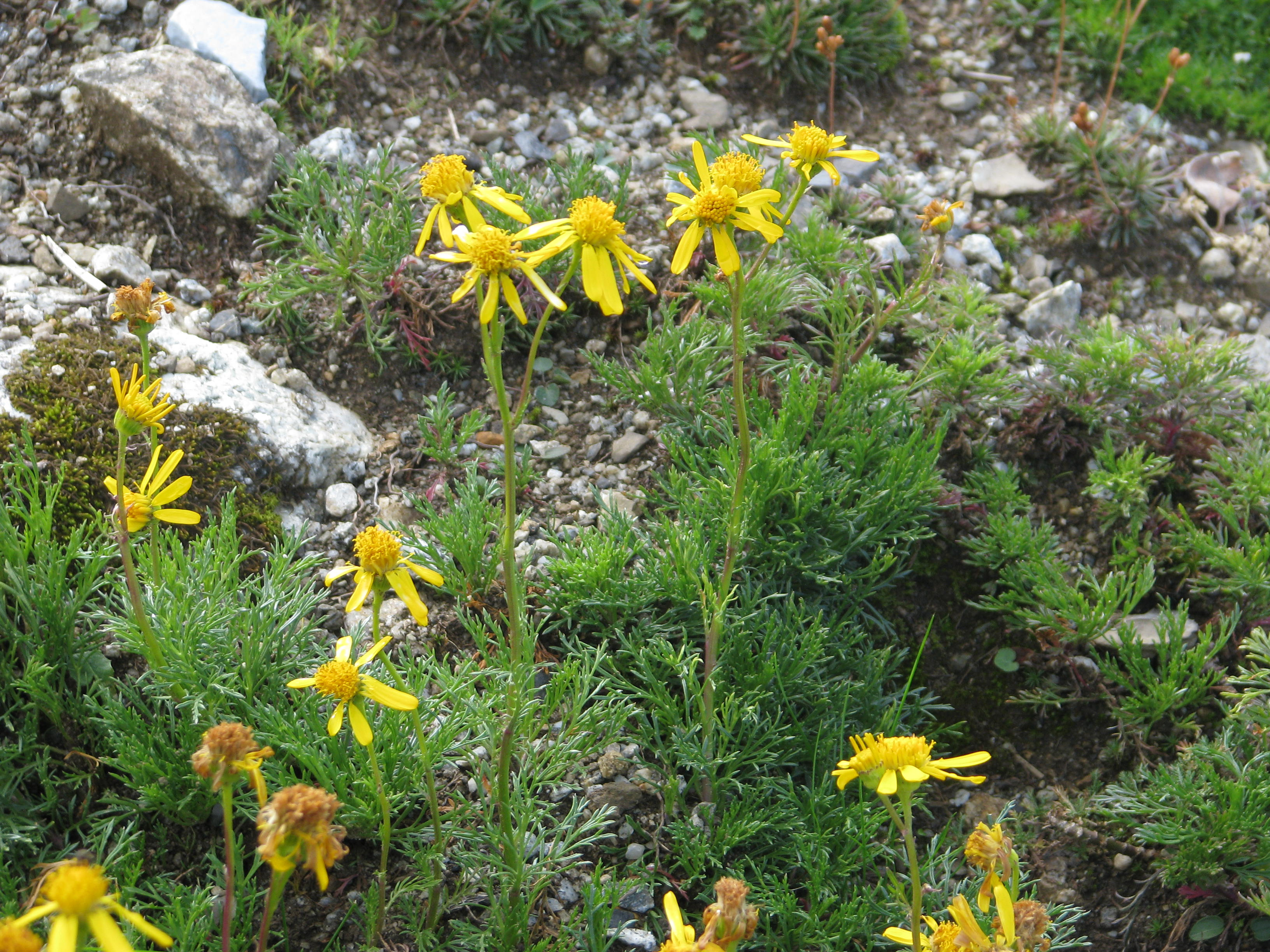
Le foglie

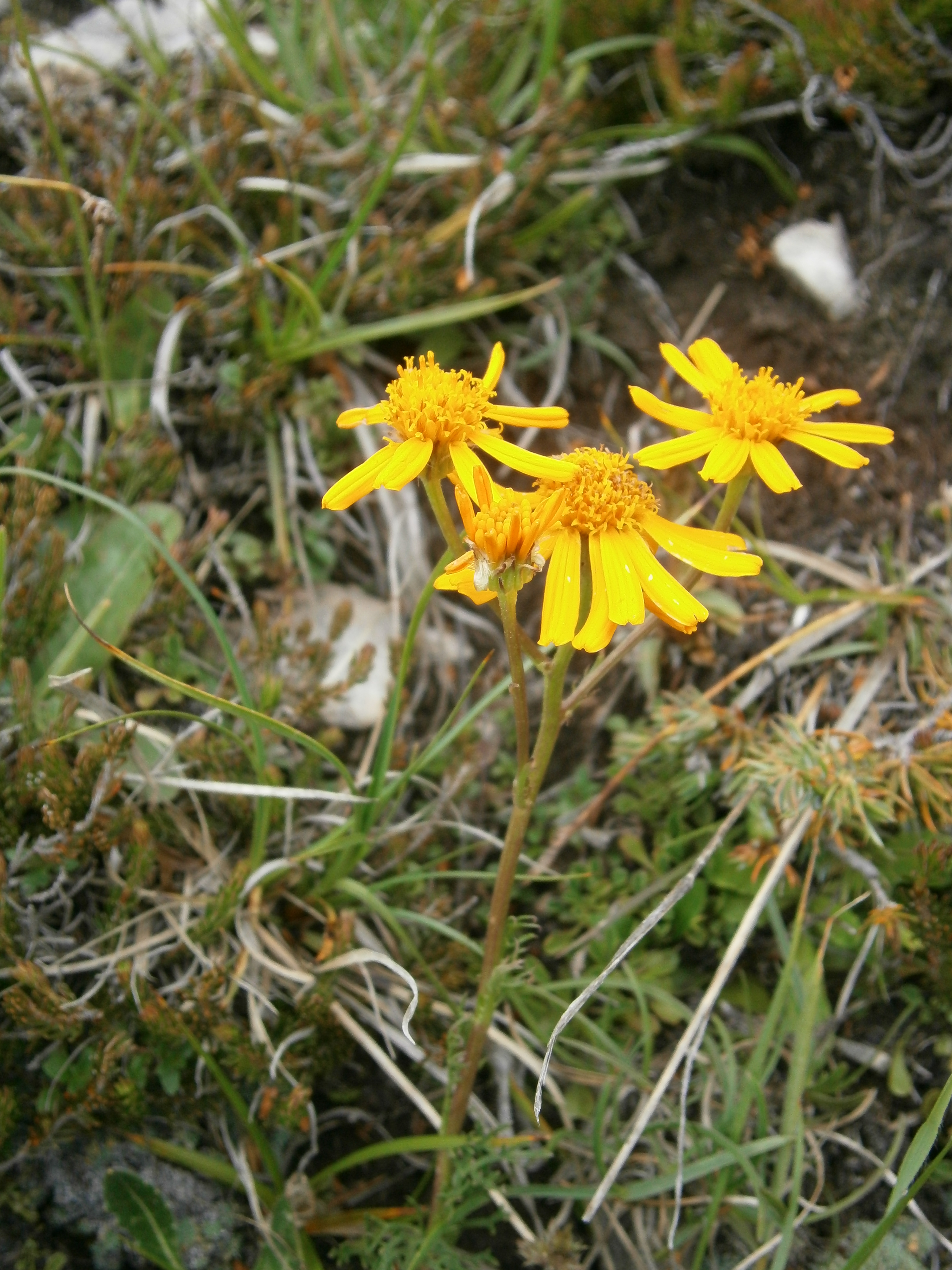
Infiorescenza

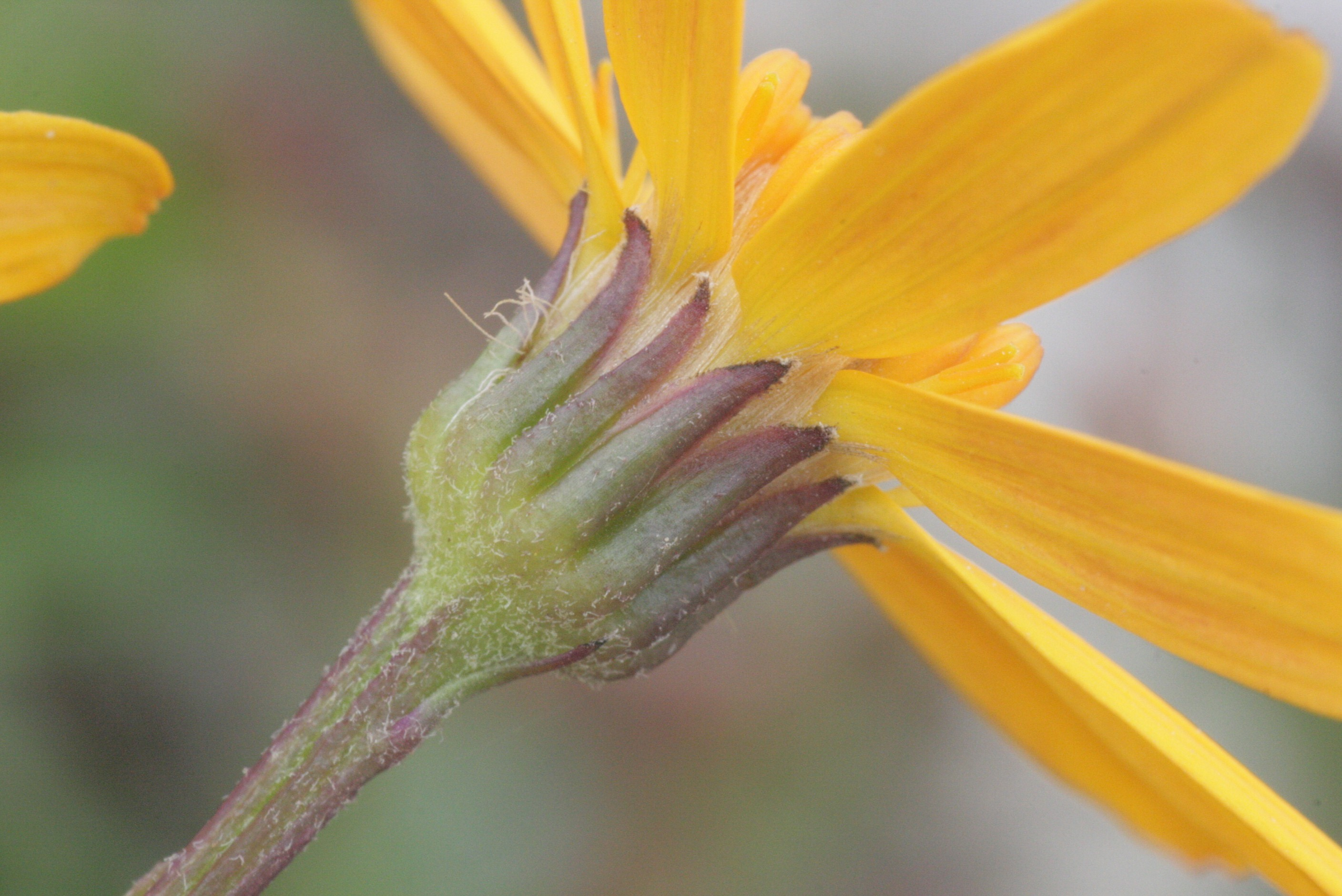
I fiori

Habitus. L'altezza di queste piante varia da 10 a 25 cm (massimo 40 cm). La forma biologica è camefita suffruticosa (Ch suffr), ossia sono piante legnose alla base, con gemme svernanti poste ad un'altezza dal suolo tra i 2 ed i 30 cm. Le porzioni erbacee seccano annualmente e rimangono in vita soltanto le parti legnose. Queste piante possiedono al loro interno delle sostanze chimiche quali i lattoni sesquiterpenici e alcaloidi pirrolizidinici
Radici. Le radici in genere sono secondarie da rizoma e possono essere fibrose.
Fusto. 
- Parte ipogea: la parte sotterranea consiste in un breve rizoma.
- Parte epigea: la parte aerea del fusto è legnosetta e strisciante ma ascendente nella parte ramosa. I rami sono fogliosi nella metà superiore.

Foglie. Sono presenti sia foglie basali che caulinari. Le foglie lungo il fusto sono a disposizione alterna. La lamina è del tipo pennatosetta con strette lacinie carenate due-dentate o tri-forcate. Dimensione delle foglie basali: larghezza 2 cm; lunghezza 4 cm. Dimensione delle lacinie laterali: larghezza 1 – 2 mm; lunghezza 8 – 11 mm.
Infiorescenza.  Le sinflorescenze sono formate da capolini (2 o 3, massimo 5)  in formazioni più o meno corimbose che normalmente sovrastano l'apparato fogliare. La struttura dei capolini è quella tipica delle Asteraceae: un peduncolo, a volte ingrossato, sorregge un involucro a forma di bicchiere composto da più brattee disposte su un unico rango, che fanno da protezione al ricettacolo più o meno piano e nudo (senza pagliette) sul quale s'inseriscono due tipi di fiori: quelli esterni ligulati (normalmente 13 ligule patenti di colore giallo aranciato e disposti su un unico piano) e quelli interni tubulosi (di colore giallo aranciato più accentuato). Alla base dell'involucro possono essere presenti alcune bratteole riflesse (o piccole brattee esterne); normalmente sono presenti 21 brattee interne e 6 – 12 esterne. Diametro dei capolini: 2,5 – 4 cm. Diametro dell'involucro: 6 mm.
Fiori.  I fiori sono tetra-ciclici (formati cioè da 4 verticilli: calice – corolla – androceo – gineceo) e pentameri (calice e corolla formati da 5 elementi). Sono inoltre ermafroditi, più precisamente i fiori del raggio (quelli ligulati e zigomorfi) sono femminili; mentre quelli del disco centrale (tubulosi e actinomorfi) sono bisessuali o a volte funzionalmente maschili.
- Formula fiorale:

*/x K {\displaystyle \infty }, [C (5), A (5)], G 2 (infero), achenio
- Calice: i sepali del calice sono ridotti ad una coroncina di squame.
- Corolla: nella parte inferiore i petali della corolla sono saldati insieme e formano un tubo. In particolare le corolle dei fiori del disco centrale (tubulosi) terminano con delle fauci dilatate a raggiera con cinque lobi. I lobi possono avere una forma da deltoide a triangolare-ovata. Nella corolla dei fiori periferici (ligulati) il tubo si trasforma in un prolungamento da nastriforme o ligulato a filiforme o allargato, terminante più o meno con cinque dentelli. Il colore delle corolle è giallo. Dimensione delle ligule: larghezza 4 mm; lunghezza 18 mm.
- Androceo: gli stami sono 5 con dei filamenti liberi. La parte basale del collare dei filamenti può essere dilatata. Le antere invece sono saldate fra di loro e formano un manicotto che circonda lo stilo. Le antere sono senza coda ("ecaudate"); a volte sono presenti delle appendici apicali che possono avere varie forme (principalmente lanceolate). La struttura delle antere è di tipo tetrasporangiato, raramente sono bisporangiate. Il tessuto endoteciale è radiale o polarizzato. Il polline è tricolporato (tipo "helianthoid").[16]
- Gineceo: lo stilo è biforcato con due stigmi nella parte apicale. Gli stigmi sono sub-cilindrici, troncati e con un ciuffo di peli alla sommità.[13]  Le superfici stigmatiche (i recettori del polline) sono separate.[6]  L'ovario è infero uniloculare formato da 2 carpelli.
- Antesi: da luglio a settembre.

Frutti. I frutti sono degli acheni con pappo. La forma degli acheni è ellittico-oblunga oppure strettamente oblunga; la superficie è percorsa da diverse coste longitudinali e può essere glabra e liscia. Possono essere presenti delle ali o degli ispessimenti marginali. Non sempre il carpoforo è distinguibile. Il pappo (persistente o caduco) è formato da numerose setole snelle, bianche disposte in serie multiple, ma tutte della stessa lunghezza e senza scaglie basali.

## Biologia
Impollinazione: l'impollinazione avviene tramite insetti (impollinazione entomogama tramite farfalle diurne e notturne).
Riproduzione: la fecondazione avviene fondamentalmente tramite l'impollinazione dei fiori (vedi sopra).
Dispersione: i semi (gli acheni) cadendo a terra sono successivamente dispersi soprattutto da insetti tipo formiche (disseminazione mirmecoria). In questo tipo di piante avviene anche un altro tipo di dispersione: zoocoria. Infatti gli uncini delle brattee dell'involucro (se presenti) si agganciano ai peli degli animali di passaggio disperdendo così anche su lunghe distanze i semi della pianta. Inoltre per merito del pappo il vento può trasportare i semi anche a distanza di alcuni chilometri (disseminazione anemocora).

## Distribuzione e habitat

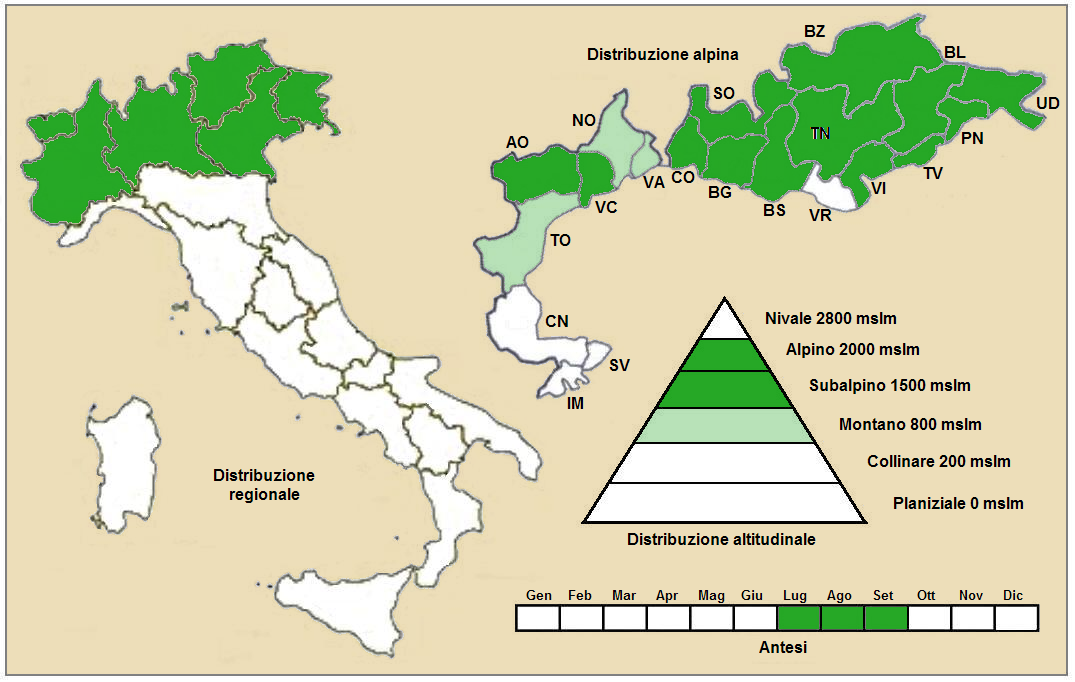
Distribuzione della pianta
(Distribuzione regionale – Distribuzione alpina)

Geoelemento: il tipo corologico (area di origine) è Endemico / Est Alpico – Dinarico o Illyrico.
Distribuzione: in Italia l'abrotanino si trova solo nelle Alpi (soprattutto settore orientale). Oltreconfine (sempre nelle Alpi) si trova in Svizzera (cantoni Vallese, Ticino e Grigioni), in Austria e in Slovenia. Sugli altri rilievi europei è presente nelle Alpi Dinariche.
Habitat: l'habitat tipico per questa specie sono le brughiere ad arbusti nani; ma anche le praterie rase subalpine e alpine, i popolamenti a lavanda e le boscaglie di pini montani. Il substrato preferito è sia calcareo che siliceo con pH neutro, medi valori nutrizionali del terreno che deve essere secco.
Distribuzione altitudinale: sui rilievi queste piante si possono trovare da 1.600 fino a 2.400 m s.l.m.; frequentano quindi i seguenti piani vegetazionali: subalpino e alpino.

### Fitosociologia

#### Areale alpino
Dal punto di vista fitosociologico alpino la sottospecie di questa scheda appartiene alla seguente comunità vegetale:
Formazione: delle comunità delle praterie rase dei piani subalpino e alpino con dominanza di emicriptofite
Classe: Elyno-Seslerietea variae
Ordine: Seslerietalia variae
Alleanza: Seslerion variae

#### Areale italiano
Per l'areale completo italiano Jacobaea abrotanifolia appartiene alla seguente comunità vegetale:
Macrotipologia: vegetazione sopraforestale criofila e dei suoli crioturbati.
Classe: Festuco-Seslerietea Barbéro-Bonin, 1969
Ordine: Seslerietalia caeruleae Br.-Bl. in Br.-Bl. & Jenny, 1926
Alleanza: Caricion austroalpinae Sutter, 1962
Descrizione. L'alleanza Caricion austroalpinae è relativa alle praterie primarie delle porzioni meridionali delle Alpi centro-orientali. Queste cenosi si sviluppano su versanti relativamente acclivi, con esposizioni relativamente fresche, su suoli a matrice prevalentemente calcarea. L'alleanza è endemica delle Alpi sud-orientali.
Specie presenti nell'associazione:  Carex sempervirens, Sesleria albicans, Sesleria caerulea, Achillea barrelieri, Allium ochroleucum, Artemisia nitida, Asperula aristata, Festuca alpestris, Festuca calva, Koeleria eriostachya, Laserpitium peucedanoides, Leucanthemum heterophyllum, Trifolium noricum, Horminum pyrenaicum, Helictotrichon parlatorei, Bupleurum ranunculoides, Ranunculus venetus, Pimpinella alpina, Jacobaea abrotanifolia, Crepis kerneri.

## Tassonomia
La famiglia di appartenenza di questa voce (Asteraceae o Compositae, nomen conservandum) probabilmente originaria del Sudamerica, è la più numerosa del mondo vegetale, comprende oltre 23.000 specie distribuite su 1.535 generi, oppure 22.750 specie e 1.530 generi secondo altre fonti (una delle checklist più aggiornata elenca fino a 1.679 generi). La famiglia attualmente (2021) è divisa in 16 sottofamiglie; la sottofamiglia Asteroideae è una di queste e rappresenta l'evoluzione più recente di tutta la famiglia.

### Filogenesi
Il genere di questa voce appartiene alla sottotribù Senecioninae della tribù Senecioneae (una delle 21 tribù della sottofamiglia Asteroideae). La struttura della sottotribù è molto complessa e articolata (è la più numerosa della tribù con oltre 1.200 specie distribuite su un centinaio di generi) e al suo interno sono raccolti molti sottogruppi caratteristici le cui analisi sono ancora da completare. Il genere di questa voce, insieme al genere Bethencourtia, forma un "gruppo fratello" e si trova, da un punto di vista filogenetico, in una posizione abbastanza centrale della sottotribù.
I caratteri distintivi per le specie del genere  Jacobaea sono:
- caratteristico è il rivestimento con peli sottili, sinuosi formanti un feltro compatto;
- alcune brattee dell'involucro inferiore (chiamato anche calice dell'involucro) solo più lunghe di quelle interne.

La specie di questa voce (J. abrotanifolia), che secondo alcuni studi fatti all'inizio di questo nuovo millennio è stata assegnata prima alla sezione Jacobaea (Mill.) Dumort. del genere Senecio e quindi definitivamente al genere Jacobaea, è caratterizzata da foglie divise, squame dell'involucro erette dopo la caduta degli acheni e piante generalmente perenni. In particolare le analisi di tipo filogenetico mostrano che il sotto-clade formato dalle specie J. abrotanifolia insieme ad altre specie come J. adonidifolia, J. incana e J. minuta è il più basale nel gruppo Jacobaea
|  | J. minuta                                                                                        |
|  |                                                                                                  |
|  | \| \| J. abrotanifolia \| \| \| \| \| \| J. incana \| \| \| \| \| \| J. adonidifolia \| \| \| \| |
|  |                                                                                                  |
|  | J. abrotanifolia                                                                                 |
|  |                                                                                                  |
|  | J. incana                                                                                        |
|  |                                                                                                  |
|  | J. adonidifolia                                                                                  |
|  |                                                                                                  |

|  | J. abrotanifolia |
|  |                  |
|  | J. incana        |
|  |                  |
|  | J. adonidifolia  |
|  |                  |

|  | J. minuta                                                                                        |
|  |                                                                                                  |
|  | \| \| J. abrotanifolia \| \| \| \| \| \| J. incana \| \| \| \| \| \| J. adonidifolia \| \| \| \| |
|  |                                                                                                  |
|  | J. abrotanifolia                                                                                 |
|  |                                                                                                  |
|  | J. incana                                                                                        |
|  |                                                                                                  |
|  | J. adonidifolia                                                                                  |
|  |                                                                                                  |

|  | J. abrotanifolia |
|  |                  |
|  | J. incana        |
|  |                  |
|  | J. adonidifolia  |
|  |                  |

La specie  J. abrotanifolia è individuata dai seguenti caratteri specifici:
- il portamento è erbaceo perenne;
- il fusto alla base è legnoso e strisciante;
- le sinflorescenze sono composte da pochi capolini (2 - 3);
- l'involucro ha 21 brattee interne e 6 - 12 esterne;
- gli acheni sono lisci e glabri.

Il numero cromosomico di J. abrotanifolia è: 2n = 40.

### Variabilità
Per questa specie sono riconosciute tre entità infraspecifiche:
Jacobaea abrotanifolia subsp. abrotanifolia.
- Descrizione: i fiori sono colorati di giallo-aranciato; i peduncoli non sono ingrossati.
- Distribuzione: questa sottospecie è comune nelle Alpi orientali.
- Habitat: l'habitat preferito sono i pascoli alpini su calcare in aree soleggiate e calde.

Jacobaea abrotanifolia subsp. tiroliensis (A.Kern. ex Dalla Torre) B.Nord. & Greuter
- Descrizione: i fiori sono colorati di rosso-aranciato; i peduncoli sono evidentemente ingrossati.
- Distribuzione: questa sottospecie è rara e si trova nelle Alpi (meno rara a occidente).
- Habitat: l'habitat preferito sono i pascoli alpini su terreno acido.

Jacobaea abrotanifolia subsp. carpathica (Herbich) B.Nord. & Greuter
- Distribuzione: (non è presente in Italia) Penisola Balcanica e Europa orientale.

### Specie simili
Le varie specie di Jacobaea (almeno quelle della flora spontanea italiana) non sono molto dissimili una dall'altra. Il senecione abrotanino si distingue in quanto il colore dei fiori è molto aranciato rispetto alla maggioranza delle altre specie che sono più gialle.